# Indian Head Park
Indian Head Park è un villaggio degli Stati Uniti d'America, situato nello Stato dell'Illinois, nella contea di Cook.
| Controllo di autorità | VIAF (EN) 157311355 · LCCN (EN) n2004113697 · J9U (EN, HE) 987007475825505171 |